# Aleurone

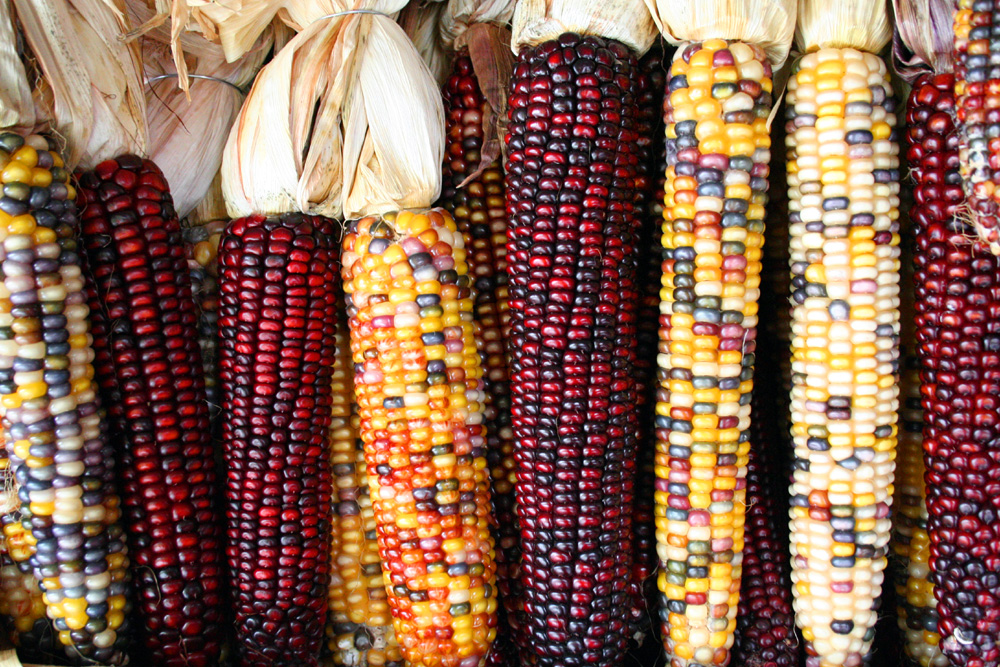
Une partie des pigments de ces grains de maïs se trouvent dans leur couche à aleurone.

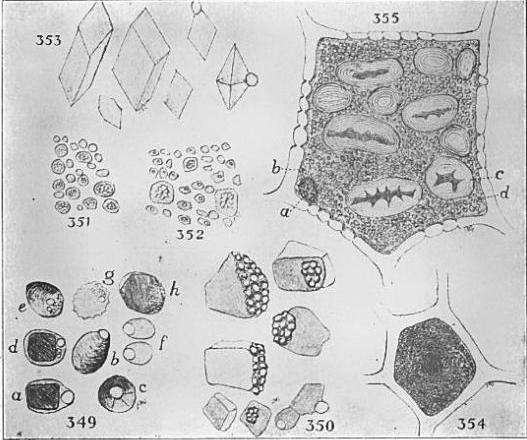
En bas à gauche (fig. 349), vue des grains d'aleurone de la graine de ricin commun : a) grain vu directement en lumière transmise, avec un seul cristalloïde et globoïde ; b) même grain en lumière indirecte, montrant sa forme ellipsoïdale ; c) même grain vu de l'extrémité, le globoïde vers le haut ; d) grain vu en lumière directe, avec un cristalloïde et trois globoïdes ; e) même grain dans une position différente, montrant plusieurs globoïdes ; f) deux grains, chacun avec un globoïde mais pas de cristalloïde ; h) un grain avec un grand cristalloïde et de nombreux petits globoïdes.

L'aleurone (terme venant du grec aleuron, farine) est une protéine végétale de réserve présente sous forme de grains dans l'albumen de nombreuses graines. Ces grains protéiques se trouvent dans la couche à aleurone des caryopses de Graminées (couche cellulaire sous les téguments du fruit appelés péricarpes), dans l'albumen à aleurone des graines oléagineuses, et dans les cotylédons des autres graines.
Lors de la germination, elle est hydrolysée en acides aminés.

## Formation
Les grains d'aleurone sont des amas cytoplasmiques limités par le tonoplaste. Ils dérivent en effet de l'accumulation de protéines de réserve dans des vacuoles classiques, qui se fractionnent en de multiples vacuoles au cours de leur déshydratation. Au sein de ces grains protéiques, on observe une ségrégation de ces constituants, faisant apparaître des inclusions protéiques cristallisées (appelées cristalloïdes) et des inclusions glucidiques (appelées globoïdes), noyées dans une matrice protéique, la substance fondamentale. 

## Caractéristiques
L'aleurone peut se présenter sous deux aspects morphologiques : homogène et hétérogène. L'aleurone homogène est constituée de protéines similaires (par exemple chez la graine de Phaseolus vulgaris), tandis que l'aleurone hétérogène est constituée de différentes formes et types de protéines recouvertes d'une membrane (par exemple chez Ricinus communis).
Le cristalloïde contient des protéines de réserve (prolamines chez les céréales, globulines chez les Dicotylédones). Certaines servent à fabriquer les enzymes responsables de l’hydrolyse des réserves de l'albumen lors de la germination. Le globoïde est une inclusion sphérique riche en phytates qui fonctionnent comme réserve d'inositol et de minéraux (phosphore, calcium, fer, magnésium). Chez les graminées, il s'agit de phytine (phytate de calcium et de magnésium).
Stimulée par les hormones produites par l'embryon, la couche à aleurone synthétise des enzymes qui permettent la dissociation de l'amidon de l'albumen en sucres nécessaires à la croissance des racines et de la gemmule.

## Galerie

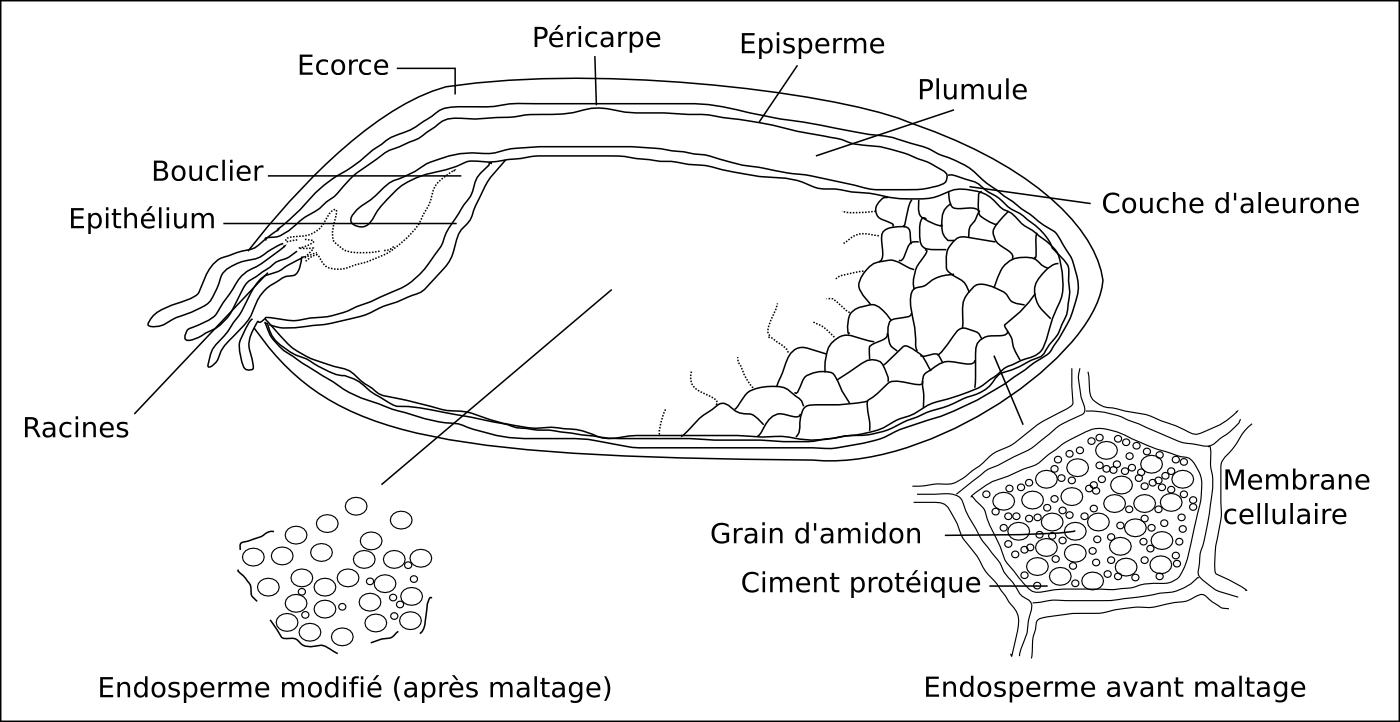
Couche à aleurone chez le grain d'orge.
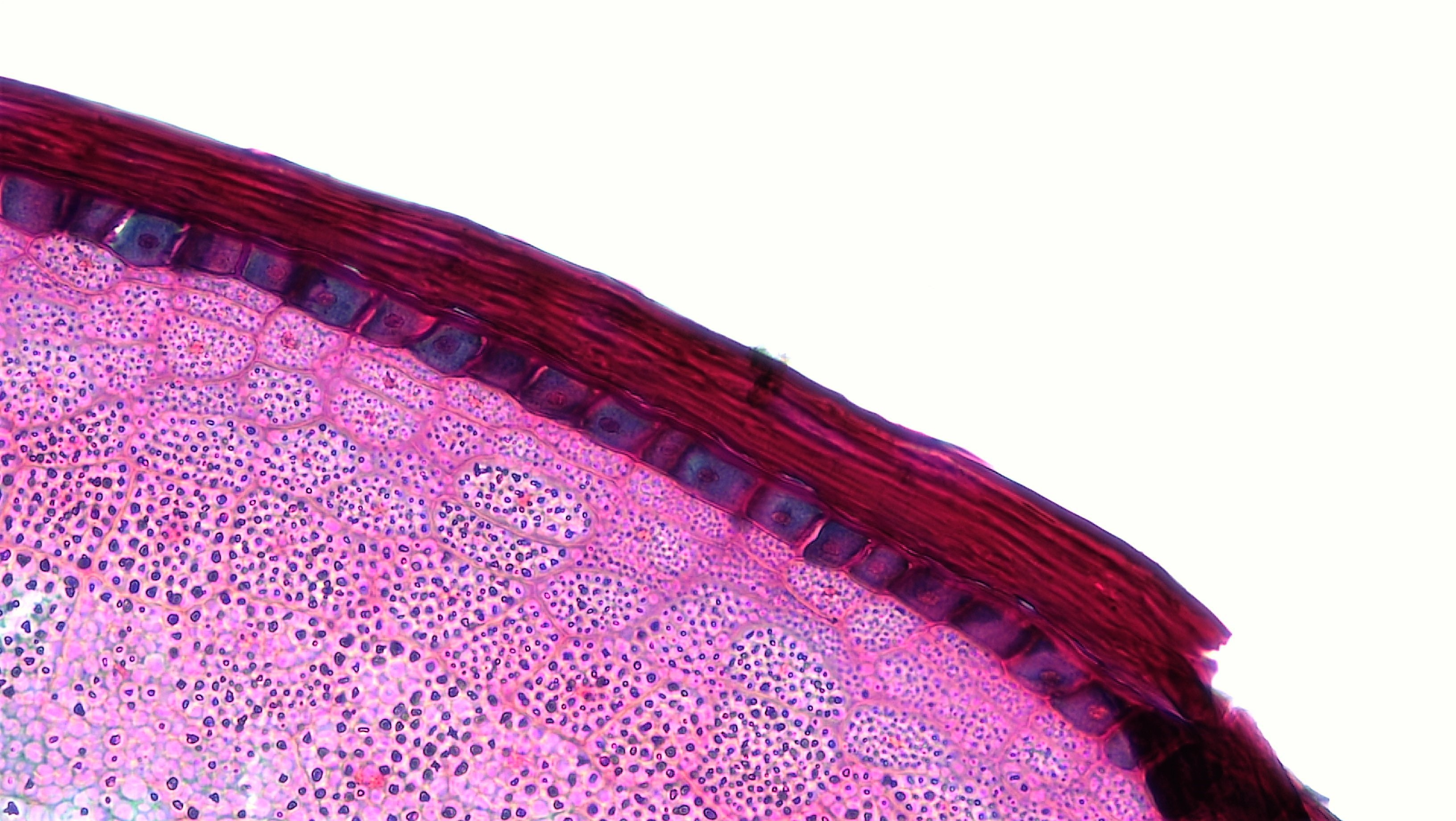
Enveloppes (péricarpe, téguments), couche à aleurone et albumen amylacé[3] chez le grain de maïs.